# جوفاني الثاني بنتيفوليو
 جيوفاني الثاني بنتيفوليو  (12 فبراير 1443 -- 1 فبراير 1508) ، نجل زعيم أنيبالي الأول بنتيفوليو و دونينو فيسكونتي حكم بولونيا بين عامي 1463 و 1506.

## اللورد بولونيا الواقع

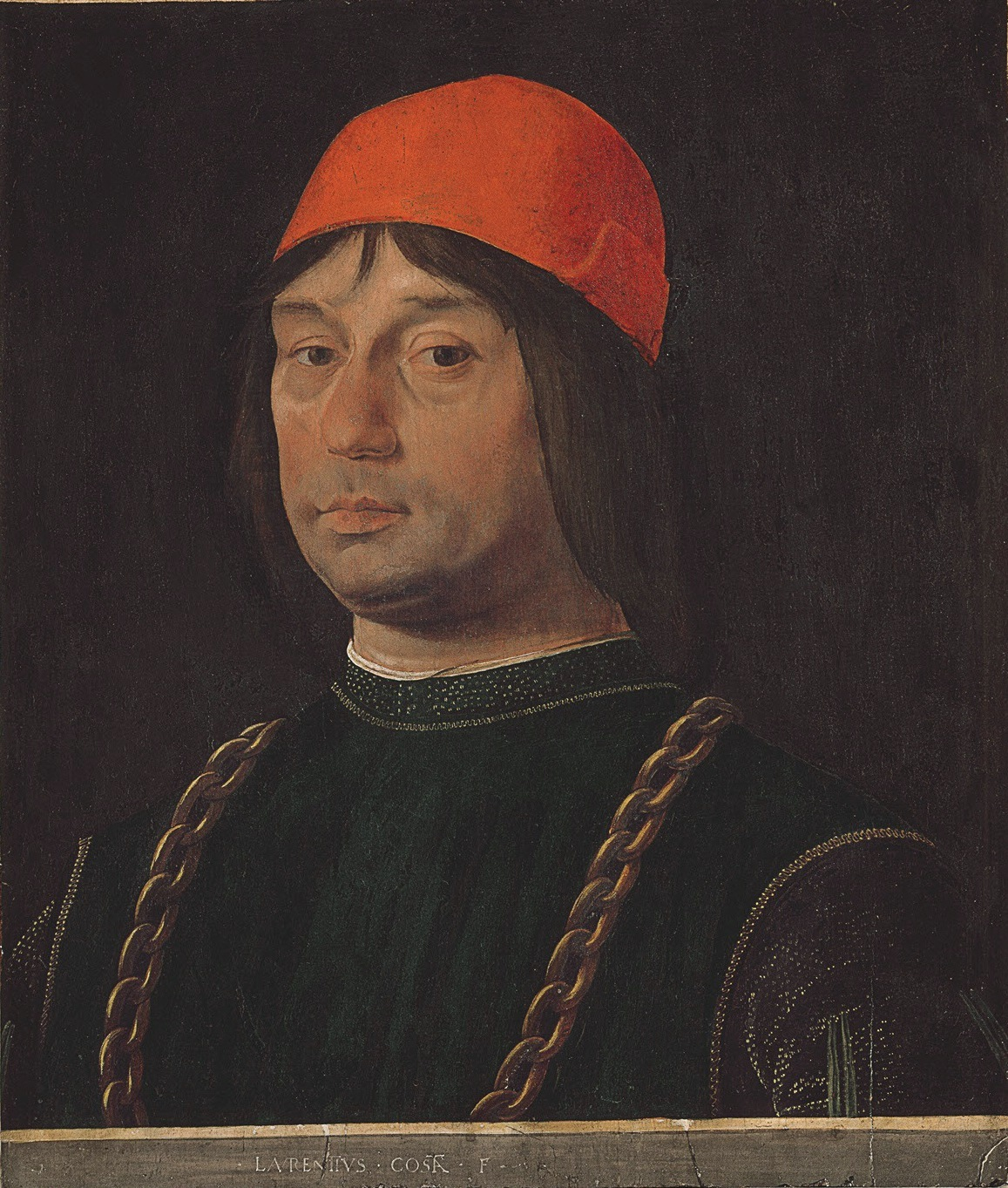
Giovanni II Bentivoglio

فارس وصوله المسلحة لمدة تسع سنوات ، وبعد وفاة ابن عمه سانتي بنتيفوليو ، وأصبح أول مواطن بولونيا. ورغم أن المدينة التي يحكمها مجلس الشيوخ يتألف من أهم الأسر ، وذلك تحت قيادة جون المطلقة على المدينة كما لو كان له سلطان .
عاشق للفن ، وتحيط بها فنانون ومثقفون في صنع بولونيا ، بالفعل المنزل إلى الجامعة ، بل ومركزا ثقافيا .

## الزواج و الأبناء
بعد وفاة ابن عمه تزوج أرملته جينيفرا بنتيفوليو سنة 1464 ،.
أعطى لورنزو كوستا مهمة تصوير له عائلة كبيرة. اللوحة لا تزال في كنيسة سان جاكومو مادجوري . جنيف الحقيقة السادسة عشرة وقدم له أطفال والتي وصلت الحادية عشرة قبل ظهر البلوغ :
- أنيبالي (1469-1540) تزوج لوكريسيا ديستي وكان اللورد بولونيا 1511 حتي 1512 ؛
- إرمس (؟ -1513) ؛
- ألساندرو (1474-1532) ، تزوج إيبوليتا سفورزا ؛
- كاميلا ، راهبة في كوربوس كريستي ؛
- إيزوتا ، راهبة في كوربوس كريستي ؛
- فرانشيسكا ، تزوجت غاليوتو مانفريدي الذي قـُتل ؛
- أنتونغالياتسو ، البطريرك ؛
- إليونورا ؛
- لورا ، زوجة جوفاني غونزاغا ؛
- فيولانتي ، زوجة باندولفو الرابع مالاتيستا ؛
- بيانكا.

في مجال السياسة الخارجية ، وحاول للحفاظ على السلام مع سفورزا ، وميديسي البابا .

## مؤامرة آل مالفيتسي
ولكن في 1488 انها اكتشفت خطة للأسرة مالفيتسي الذي استعانت لورينزو الرائع ، للقضاء على بنتيفوليو. جون لم ترحل الأسرة بأكملها. خلال نفس الفترة من برج بني بجوار قصره .

## خطر تشيزري بورجا
في 1500 انه كان يضم مجلس اللوردات بيزارو و ريميني ، جوفاني باندولفو مالاتيستا ولاذ بالفرار سفورزا تقدم الفاتح تشيزري بورجا في النهاية قررت الهجوم فاينسا ، الذي كان اللورد أستوري مانفريدي ، أحد أقارب جون. كما ساعد جوفاني أستوري فاينسا لكنها أذعنت في 7 آذار / مارس 1501 .
لمعاقبة بنتيفوليو ، بورجيا متقدمة نحو بولونيا. علم من الأقلية العددية ، جون حاول استخدام الدبلوماسية من خلال إرسال سفرائها التعامل مع قيصر. طلب هذا و تحصل على كاستل بولونيزي و وعود بالمساعدة العسكرية .

## مؤامرة آل ماريسكوتي
في عام 1501 اكتشفت مؤامرة أخرى نظمتها هذه المرة عائلة ماريسكوتي. و سبق و أن طلب بعض المعارضين لآل بنتيفوليو الدعم من تشيزري بورجا لعزل جوفاني. القمع هذه المرة كان أكثر قسوة بنصيحة من جينيفرا : قتل العديد من أفرادها .
تلت الصراعات الأهلية مجاعة كبيرة في 1504 ، كما ضرب المدينة زلزال قوي في عام 1505.
وفى الوقت نفسه تمكن من نجى من اضطهاد أعضاء أسرتي مالفيتسي ماريسكوتي من إيجاد الدعم من البابا يوليوس الثاني الذي أمر جوفاني بمغادرة المدينة مع عائلته. في الواقع ، كان يوليوس الثاني ينوي السيطرة على مدينة بولونيا .

## الطرد من بولونيا
بالاتفاق مع لويس الثاني عشر ملك فرنسا الذي اضطر لوضع جيشه في تصرف يوليوس الثاني ، قرر جوفاني المغادرة ليل 2 نوفمبر 1506 لحصوله على ملاذ آمن بميلانو و حافظ على ممتلكاته . بعد تسعة أيام دخل يوليوس الثاني منتصراً إلى بولونيا. نهب منافسو آل بنتيفوليو المـُبعدين قصرَ ودمروه .
حاول أبناء جوفاني استعادة السلطة لكنهم هزموا في كازاليكيو. و سـُجن جوفاني و حوكم ، و لكنه وُجد بريئاً .
توفي بميلانو في فبراير من سنة 1508 و دفن في الدير الكبير .